# Biadoliny Szlacheckie
Biadoliny Szlacheckie – wieś w Polsce położona w województwie małopolskim, w powiecie brzeskim, w gminie Dębno.
W latach 1954–1972 wieś należała i była siedzibą władz gromady Biadoliny Szlacheckie. W latach 1975–1998 miejscowość położona była w województwie tarnowskim. Integralna część miejscowości: Borek.
W Biadolinach znajduje się przystanek kolejowy, przez który przebiega linia kolejowa nr 91 Kraków Główny – Medyka.
W Biadolinach Szlacheckich urodził się Janusz Styczeń – poeta i dramaturg.

## Nazwa
Nazwę miejscowości w zlatynizowanej staropolskiej formie Byadolini Proximior wymienia w latach (1470–1480) Jan Długosz w księdze Liber beneficiorum dioecesis Cracoviensis.

## Historia
Miejscowość zwana była pierwotnie Biadolinami Bliższymi – nazwana tak dla odróżnienia od graniczących z nimi Biadolin Radłowskich, znajdujących się już w Ziemi Sandomierskiej i należących do biskupstwa krakowskiego, a dziś znajdujących się w powiecie tarnowskim.
Biadoliny Szlacheckie, podobnie jak Wola Dębińska, powstały na terenach po wykarczowaniu części wielkich lasów biadolińskich, zapewne w 2 poł. XIV w. Pierwsza wzmianka o miejscowości pochodzi z roku 1398, gdy synowie Piotra ze Szczekocin dokonali podziału dóbr. Biadoliny przypadły wówczas Piotrowi (zwanemu „Pietraszem”), panu na Dębnie o niespokojnym charakterze. W posiadaniu kolejnych sukcesorów klucza dębińskiego wieś była do czasu rozbiorów, lecz spora część gruntów należała do nich jeszcze nawet w okresie międzywojennym. Na terenie lasu w Biadolinach znajduje się cmentarz wojenny nr 271 – Biadoliny projektu Roberta Motki. Obok niego na jednym z drzew przy drodze do stacji kolejowej wisi obrazek Matki Boskiej malowany na szkle przez siostrę ostatnich właścicieli Dębna w okresie międzywojennym hr. Amelię Ponińską. Jej brat, Jan Jastrzębski jeszcze w 1939 r. planował przemianę lasu biadolińskiego w zwierzyniec, mający być atrakcją dla kuracjuszy, leczonych solankami na Woli Dębińskiej.
Ze stacji kolejowej w Biadolinach w okresie styczeń–maj 1915 r. armia austro-węgierska dokonywała ostrzału Tarnowa i okolic z najcięższych moździerzy Skoda kalibru 305 mm oraz haubic kalibru 420 mm.
We wsi działa Ludowo-Zakładowy Klub Sportowy Start 77 Biadoliny Szlacheckie założony w 1977 roku.
Urodził się tu Kazimierz Rzepka – oficer Wojska Polskiego, Polskich Sił Zbrojnych na Zachodzie i Armii Krajowej, porucznik piechoty służby stałej, cichociemny.